# Selenops hebraicus
Selenops hebraicus là một loài nhện trong họ Selenopidae.
Loài này thuộc chi Selenops. Selenops hebraicus được Cândido Firmino de Mello-Leitão miêu tả năm 1945.